# Movimento Regeneração Nacional
O Movimento Regeneração Nacional (Morena; em espanhol: Movimiento Regeneración Nacional) é um partido político mexicano de esquerda. Foi criado em 2011 como uma organização da sociedade civil com o objetivo de apoiar a candidatura de Andrés Manuel López Obrador (à época filiado ao PRD) durante as eleições gerais de 2012. Em 9 de julho de 2014, o Morena obteve seu registro perante o Instituto Nacional Eleitoral como um partido político. Foi liderado por Obrador até 12 de dezembro de 2017, quando ele se registrou como candidato à presidência pelo partido, sendo sucedido na presidência do partido pela ex-senadora Yeidckol Polevnsky Gurwitz.
O partido liderou a coligação "Juntos Haremos Historia", formada com o esquerdista Partido do Trabalho (PT) e com o direitista Partido Encontro Social (PES) para as eleições de 2018. Obrador foi eleito Presidente do México, cargo que assumiu em 1° de dezembro daquele ano, com 53% dos votos. Além disso, o Morena elegeu a maioria dos membros do Senado e da Câmara dos Deputados.

## Nome
O acrônimo do partido, morena, faz uma alusão à "Virgem morena", ou seja, à Nossa Senhora de Guadalupe, aparição mariana de tez morena que é a padroeira do México.

## História

### Como organização civil
O Movimento Regeneração Nacional foi fundado por Andrés Manuel López Obrador como uma organização da sociedade civil em 2 de outubro de 2011. Tinha como objetivo protestar contra a corrupção política, a fraude eleitoral e as políticas daqueles que Obrador definia como "gângsters do poder"; após obter apoio do movimento estudantil Yo Soy 132, se tornou uma organização suprapartidária em apoio à candidatura de Obrador à presidência da República. Após a derrota na eleição, Obrador deixou seu antigo partido, o PRD, e realizou o primeiro Congresso Nacional do Morena em 20 de novembro de 2012, quando o movimento decidiu que iria se transformar num partido político. Os 300 delegados estaduais das 32 entidades que formavam o movimento elegeram Obrador como Presidente do Conselho Nacional do Morena e Martí Batres Guadarrama como Presidente do Comitê Executivo Nacional.
A maioria dos mexicanos, no entanto, não recebeu bem a criação de um novo partido político, segundo as pesquisas de opinião pública. Em 2014, Obrador revelou porque deixou o PRD, declarando que "os líderes daquele partido traíram o povo, eles seguiram Peña Nieto e apoiaram o Pacto pelo México, que nada mais é do um "pacto contra o México". Não posso estar num partido que apoia o aumento dos impostos e dos preços de gasolina". Obrador ainda completou que, "ao invés de pedir um aumento nos salários, o PRD subiu no pódio para pedir aumentos para o preço da gasolina", descrevendo tal atitude de seu antigo partido como "vergonhosa". Após ser criticado por Cuauhtémoc Cárdenas por formar seu próprio partido, Obrador postou numa rede social que "os líderes do PRD e a maioria de seus legisladores votou pelas reformas fiscais e com a sua colaboração pavimentaram o caminho para a privatização da indústria do petróleo".

### Como partido político
Em janeiro de 2014, Martí Batres, então presidente do Morena, apresentou os documentos necessários perante o Instituto Nacional Eleitoral (à época Instituto Federal Eleitoral) para que o Morena se tornasse um partido político. Em 9 de julho de 2014, o Conselho Geral do Instituto Federal Eleitoral aprovou por unanimidade o registro de Morena como um partido político, definindo os fundos a serem destinados para o partido para sua participação nas eleições legislativas de 2015. No pleito daquele ano, o primeiro em que participou, o partido conseguiu conquistar 35 assentos na Câmara dos Deputados: 14 por voto direto nos distritos eleitorais e 21 por votação proporcional, tornando-se, assim, a quarta maior força eleitoral do país.
Em 2018, o Morena participou de sua primeira eleição presidencial. Para o pleito, forjou uma aliança com o socialista Partido do Trabalho e com o conservador-cristão Partido Encontro Social (PES) intitulada "Juntos Haremos Historia". A aliança com o PT foi estabelecida em outubro de 2017. Especulou-se sobre a possibilidade de uma aliança que juntasse todos os partidos de esquerda do México: Morena, PRD, PT e Movimento Cidadão (MC). No entanto, Obrador rejeitou este tipo de acordo devido às diferenças políticas entre os partidos, especialmente após os candidatos do PRD e do MC terem mantido suas campanhas e se recusado a apoiar o candidato do Morena no Estado do México. No final de novembro de 2017, os líderes do Morena e do PES anunciaram que estavam mantendo conversas sobre uma possível aliança. Em 13 de dezembro, o PES se juntou à coligação, que foi finalmente formalizada.
A aliança rendeu críticas ao Morena, uma vez que se tratava de uma coligação entre dois partidos de esquerda com um partido ligado à direita evangélica. Em resposta, a ex-senadora Yeidckol Polevnsky, que assumiu a presidência do Morena assim que Obrador lançou sua candidatura a presidente, disse que o partido acredita na inclusão de todas as forças possíveis para "resgatar o México" e que eles continuarão a defender os direitos humanos. Por sua vez, Hugo Eric Flores Cervantes, presidente nacional do PES, disse que "a única possibilidade de mudança real em nosso país é Andrés Manuel López Obrador" e que seu partido estava decidido a permanecer "no lado certo da História".
Em 1° de julho de 2018, Obrador venceu a eleição presidencial com 53% dos votos válidos. Foi a primeira vez que um candidato atingiu a maioria absoluta dos votos desde 1988. Obrador também venceu em todos os estados, com exceção de Guanajuato; trata-se do maior número de estados vencidos por um candidato desde a disputa de 1994. Nas eleições legislativas, o Morena obteve 55 assentos no Senado (42 por voto direto e 13 por voto proporcional) e 189 na Câmara dos Deputados (105 por voto direto e 84 por voto proporcional. Também venceu quatro disputas estaduais, na Cidade do México, em Chiapas, Tabasco e Veracruz.

## Ideologia
O Morena se descreve como um partido de esquerda que defende a diversidade étnica, religiosa, cultural e sexual, assim como o respeito aos direitos humanos e ao meio ambiente. Se descreve como opositor das políticas econômicas neoliberais que o México tem adotado desde os anos 1980. Segundo o partido, um novo modelo econômico é necessário; sua meta é atingir o "desenvolvimento através de negócios públicos e privados, promovendo a competição, mas exercendo responsabilidade estatal nas atividades estratégicas determinadas pela Constituição". Propõe fortalecer o mercado interno, os salários, a liberdade sindical e a democracia.
Por sua admiração à figura de Lázaro Cárdenas, presidente do México de 1934 a 1940, o partido tem sido descrito por alguns analistas como neocardenista. Inclusive, o neto do estatista, Lázaro Cárdenas Batel, foi nomeado Coordenador dos Assessores da Presidência da República por Andrés Manuel López Obrador. Outros analistas descrevem o Morena não como um partido político, mas como uma aliança de diversos movimentos e atores políticos que defendem Obrador. Assim sendo, a ideologia do partido estaria sujeita ao pragmatismo de Obrador ao invés de ter uma ideologia mais consistente. O atual presidente do México já foi descrito tanto como populista quanto nacionalista.

## Resultados eleitorais

### Eleições presidenciais
| Data | Candidato apoiado           | CI. | Votos      | %             |
| ---- | --------------------------- | --- | ---------- | ------------- |
| 2018 | Andrés Manuel López Obrador | 1.º | 30 113 483 | 53,19 / 100,0 |
| 2024 | Claudia Sheinbaum           | 1.º | 33 226 602 | 59,35 / 100,0 |

### Eleições legislativas
| Data | Votos | Votos      | Votos         | Votos | Deputados | +/- | Status   | Coligação               |
| Data | CI.   | Votos      | %             | +/-   | Deputados | +/- | Status   | Coligação               |
| ---- | ----- | ---------- | ------------- | ----- | --------- | --- | -------- | ----------------------- |
| 2015 | 4.º   | 3 346 303  | 8,82 / 100,0  |       | 47 / 500  |     | Oposição |                         |
| 2018 | 1.º   | 23 513 132 | 42,01 / 100,0 |       | 210 / 500 |     | Governo  | Juntos Haremos Historia |

## Presidentes do partido
| Nome                        | Período       | Estado           |
| --------------------------- | ------------- | ---------------- |
| Martí Batres                | 2012–2015     | Cidade do México |
| Andrés Manuel López Obrador | 2015–2017     | Tabasco          |
| Yeidckol Polevnsky Gurwitz  | 2017–presente | Cidade do México |